# Antiguo Hospital San Juan de Dios
El Antiguo Hospital San Juan de Dios es un edificio de estilo republicano  situado en el malecón de Santa Marta, en el Caribe Colombiano. Fue construido en el siglo XVIII y prestó servicios hospitalarios hasta finales del siglo XX. En la actualidad alberga oficinas de gobierno. Es un Bien de Interés Cultural de Carácter Nacional.  

## Historia
El hospital fue construido en 1746. En sus inicios, fue atendido por los religiosos de la orden de San Juan de Dios, que le dieron su nombre. En 1880 quedó bajo la atención de religiosas. En 1991 quedó abandonado por casi 10 años.
En 1999 Bien de Interés Cultural de Carácter Nacional y en 2002 se creó una corporación para restaurarlo y convertirlo en centro cultural y académico vinculado a la Universidad del Magdalena.

## Características
Es un edificio de estilo republicano de dos pisos una fachada principal que da al malecón. Está compuesto por tres edificios sin contar la iglesia. Cuenta con dos patios interiores, rodeados por corredores perimetrales. Tiene cuatro escaleras para subir al segundo piso.

## Galería

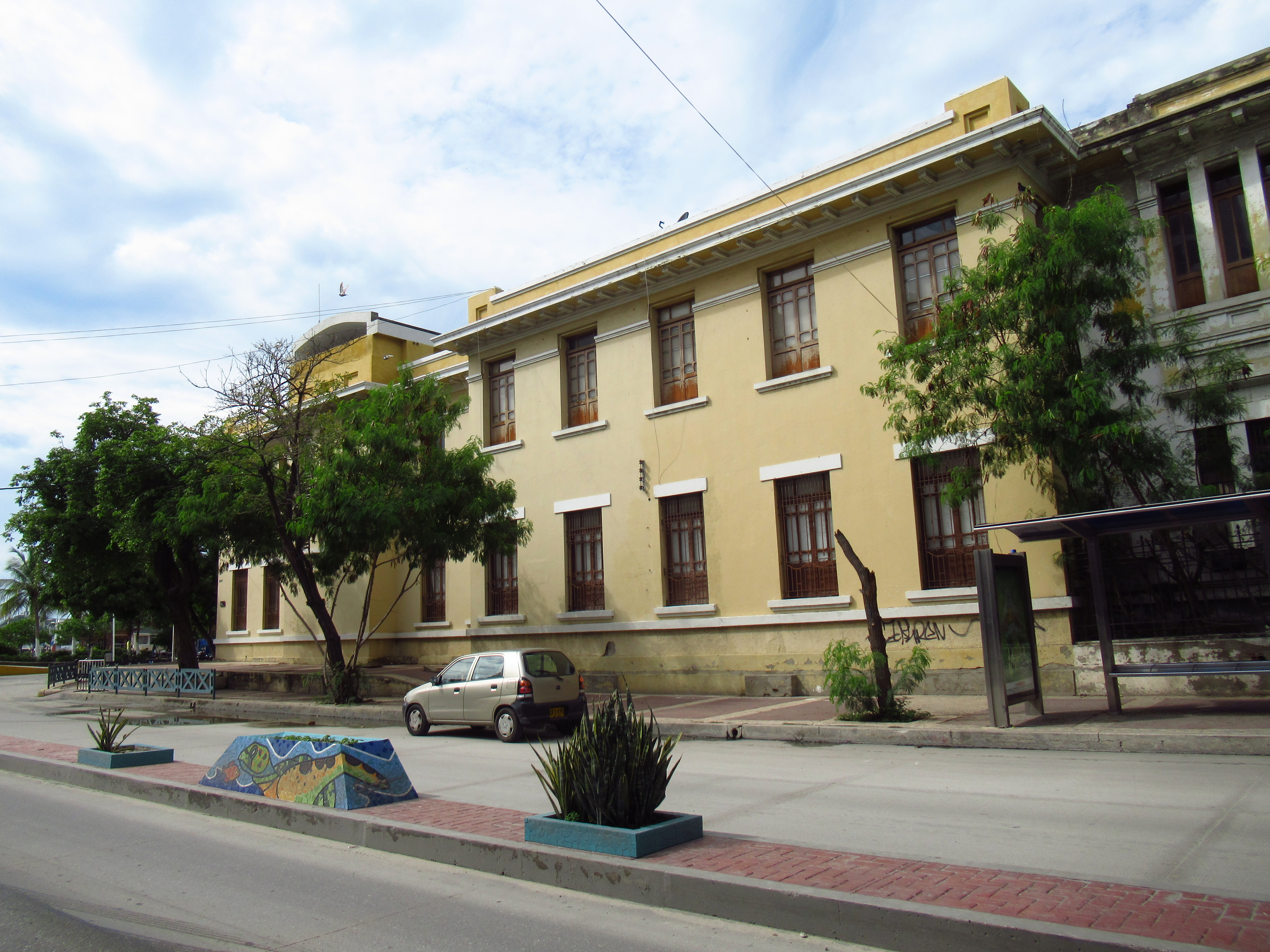
Fachada de la calle 22
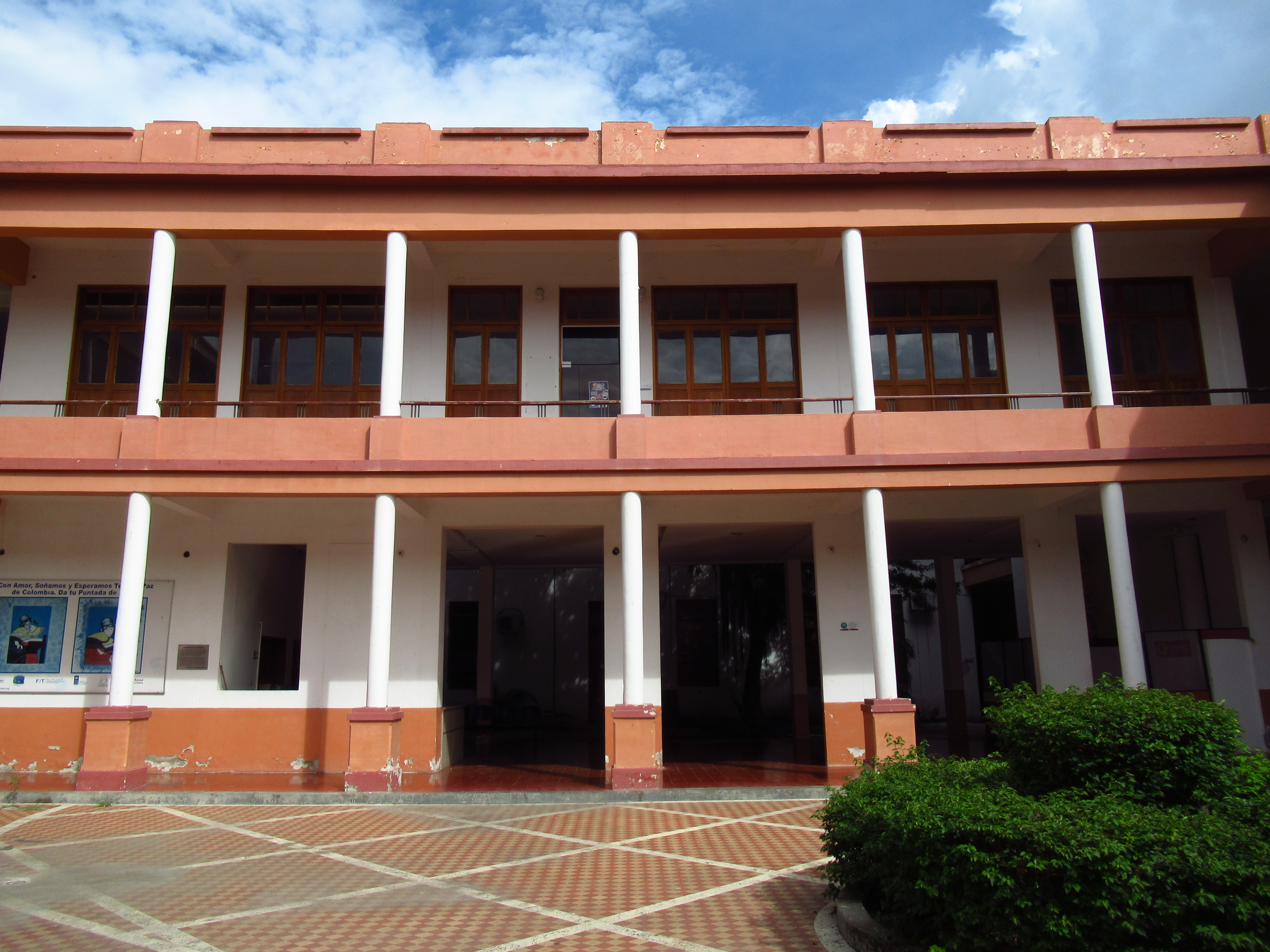
Peristilo del patio principal